# Crowning of Atlantis
Crowning of Atlantis – wydany w 1999 r. studyjny album szwedzkiego zespołu Therion.

## Opis albumu
Początkowo Crowning of Atlantis miał być wydany w formacie Maxi-CD, jednak wydawca chciał albumu pełnometrażowego. Z tego powodu dodano kilka utworów – Thor i trzy utwory koncertowe (zarejestrowane podczas trasy promującej album Vovin w 1998 r.). Płyta zawiera także utwór „Clavicula Nox” w wersji z męskimi wokalami (pierwotna wersja na krążku Vovin).

## Okładka
Materiał ilustracyjny: Nico & Theresa.

## Lista utworów
1. „Crowning of Atlantis” – 4:58
2. „Mark of Cain” – 5:01
3. „Clavicula Nox” (Remix) – 8:52
4. „Crazy Nights” (cover Loudness) – 3:43
5. „From the Dionysian Days” – 3:16
6. „Thor (The Powerhead)” (cover Manowara) – 4:47
7. „Seawinds” (cover Accept) – 4:23
8. „To Mega Therion” (Live) – 6:39
9. „The Wings of the Hydra” (Live) – 3:22
10. „Black Sun” (Live) – 5:46

## Twórcy albumu
- Christofer Johnsson – gitara prowadząca, gitara rytmiczna, instrumenty klawiszowe, klasyczne i chóralne aranżacje
- Tommy Eriksson – gitara prowadząca, gitara rytmiczna
- Sami Karppinen – perkusja („Crowning of Atlantis”)

Ponadto:
- Jan Kazda – gitara basowa, gitara akustyczna, dodatkowe aranżacje, dyrygentura
- Wolf Simon – perkusja (poza „Crowning of Atlantis”)
- Waldemar Sorychta – dodatkowa gitara, solo („Crowning of Atlantis”, „Seawinds”), drugie solo („Crazy Nights”)
- Ralf Scheepers – wokal („Crazy Nights”, „Thor”)
- Eileen Kupper – wokal („Mark of Cain”)
- Cossima Russo – wokal („Mark of Cain”)
- Angelika Märtz – wokal („Mark of Cain”)
- Martina Astner – wokal („Seawinds”)
- Sarah Jezebel Deva – wokal („Seawinds”), kończąca linia wokalna w utworze „Clavicula Nox”
- Jochen Bauer – bas (solo), wokal („Clavicula Nox”)
- Jörg Bräuker – tenor (solo), wokal („Clavicula Nox”)

Chór:
- Eileen Kupper – sopran
- Angelika Märtz – sopran
- Anne Tributh – alt
- Jörg Bräuker – bas
- Jochen Bauer – bas

The Indigo Orchestra (orkiestracja):
- Petra Staltz – skrzypce
- Heike Haushalter – skrzypce
- Monika Maltek – altówka
- Gesa Hansen – wiolonczela

Członkowie trasy koncertowej Vovin 1998:
- Christofer Johnsson – gitara, wokal
- Tommy Eriksson – gitara
- Kim Blomkvist – gitara basowa
- Sami Karppinen – perkusja
- Sarah Jezebel Deva – wokal
- Martina Hornbacher – wokal
- Cinthia Acosta Vera – wokal